# Dappenglas

Dappenglas

Ein Dappenglas ist ein in der Zahnmedizin und Kosmetik gebräuchliches dickwandiges Glasgefäß von ca. 30 mm Höhe und 32 mm Durchmesser zur Bereitstellung kleiner Mengen (2–3 ml) von Chemikalien. Zur sicheren Handhabung weist die prismatische Mantelfläche meist einen acht- bis zehneckigen Querschnitt auf. Grund- und Deckfläche sind mit unterschiedlich tiefen Mulden zur Aufnahme flüssiger Produkte wie Ethanol, Wasserstoffperoxid oder Lösungsmittel ausgestattet. Zur Unterscheidung der Inhalte sind die Gläser oft eingefärbt. Die Bezeichnung geht auf den 1866 approbierten Krefelder Zahnarzt Friedrich Wilhelm Dappen zurück.